# Ласкаво просимо до капкану
«Ласкаво просимо до капкану» (англ. Welcome to the Punch) — британський кримінальний трилер режисера Ерана Кріві (був також сценаристом), що вийшов 2013 року. У головних ролях Джеймс Макевой, Марк Стронг, Андреа Райзборо та інші.
Вперше фільм продемонстрували 24 лютого 2013 року у Великій Британії на кінофестивалі в Ґлазґо. В Україні прем'єра фільму відбулася 18 квітня 2013 року.

## Сюжет
| Джейкоб Стернвуд, один з найрозшукуваніших злочинців Англії, вже давно зав'язав з криміналом, але минуле не збирається його відпускати. Коли його сина підставляють, злодій змушений приїхати до Лондона, щоб розібратися з цією ситуацією. Цей випадок лише на руку детективу Максу Левінські, для якого Стернвуд давній противник. Правда у гонитві за справедливістю, детектив ще не знає, що і йому і його ворогу доведеться об'єднатися, щоб протистояти могутній змові. |

## У ролях
| Актор           | Персонаж                                 | Роль               |
| --------------- | ---------------------------------------- | ------------------ |
| Джеймс Макевой  | Макс Левінскі (англ. Max Lewinsky)       | детектив           |
| Марк Стронг     | Джейкоб Стернвуд (англ. Jacob Sternwood) | колишній злочинець |
| Андреа Райзборо | Сара Гоукс (англ. Sarah Hawks)           | детектив           |
| Елієс Габель    | Руан Стернвуд (англ. Ruan Sternwood)     | син Джейкоба       |
| Пітер Муллан    | Рой Едвардс (англ. Roy Edwards)          |                    |
| Девід Морріссі  | Томас Ґайґер (англ. Thomas Geiger)       |                    |
| Деніел Калуя    | Джука Огадова (англ. Juka Ogadowa)       |                    |

## Створення
Продюсерами були Рорі Ейткен, Браян Кавана-Джонс і Бен П'ю.

## Сприйняття

### Критика
Фільм отримав змішані відгуки: Rotten Tomatoes дав оцінку 52 % на основі 42 відгуків від критиків (середня оцінка 5,8/10) і 51 % від глядачів із середньою оцінкою 3,3/5 (2,586 голосів), Internet Movie Database — 6,3/10 (2 564 голоси), Metacritic — 49/100 (16 відгуків критиків) і 6,8/10 від глядачів (4 голоси).

### Касові збори
Під час показу у Великій Британії, що стартував 15 березня 2013 року, протягом першого тижня фільм був показаний у 370 кінотеатрах і зібрав $692,124, що на той час дозволило йому зайняти 3 місце серед усіх прем'єр. Станом на 31 березня показ триває 21 день (3 тижні) і зібрав у прокаті у Великій Британії $1,647,029 при бюджеті $8,5 млн.